# Aleksej Rykov
Aleksej Ivanovitsj Rykov (Russisch: Алексей Иванович Рыков) (Saratov, 25 februari 1881 – Moskou, 15 maart 1938) was een Sovjet-Russisch communistisch staatsman. Hij was lid van de bolsjewistische vleugel van de Russische Sociaal Democratische Arbeiderspartij (RSDAP). Rykov was van bescheiden afkomst. Hij zat voor de Eerste Wereldoorlog wegens revolutionaire activiteiten gevangen en werd enkele malen verbannen.
Bij het uitbreken van de Februarirevolutie van 1917 bevond hij zich te Narym. Na de Oktoberrevolutie (1917) werd hij opgenomen in Lenins regering en werd hij volkscommissaris (minister) van Binnenlandse Zaken. Samen met Lev Kamenev en Viktor Nogin drong hij aan op een coalitie met andere socialistische partijen. Toen deze coalitie uitbleef trad hij af. Spoedig, nadat hij zijn 'fout' had erkend, werd hij wederopgenomen in de regering als volkscommissaris van Binnenlandse Zaken. Tijdens de Russische Burgeroorlog was hij vicevoorzitter van de Opperste Economische Raad en van de Raad van Arbeid en Defensie. Na de Burgeroorlog werd Rykov vicevoorzitter van de Raad van Volkscommissarissen en na de dood van Lenin in 1924, voorzitter (minister-president). Hij werd tevens voorzitter van de Raad van Volkscommissarissen van de Russische Socialistische Federatieve Sovjetrepubliek - RSFSR- (tot 1929). In 1920 werd hij in het Centraal Comité van de Russische Communistische Partij gekozen en in 1922 werd hij lid van het Politbureau.
In de jaren twintig behoorde Rykov samen met Nikolaj Boecharin en Michail Tomski tot de Rechtse Oppositie, waar ook Stalin zich kortstondig mee verbond. In 1929 viel Rykov echter in ongenade en moest hij terugtreden als politbureau-lid en in 1930 als voorzitter van de Raad van Volkscommissarissen aftreden; Vjatsjeslav Molotov volgde hem in die functie op.
Na een schijnproces te Moskou werd Rykov in 1938 ter dood veroordeeld en terechtgesteld.
- Bibsys: 90522366
- Bibliothèque nationale de France: cb10663302p (data)
- Gemeinsame Normdatei: 118904450
- International Standard Name Identifier: 0000 0000 8353 338X
- Library of Congress Control Number: n84053602
- Nationale Bibliotheek van Letland: 000065912
- Nationale Bibliotheek van Tsjechië: js2009524981
- Nationale Bibliotheek van Israël: 987007277957605171
- Nederlandse Thesaurus van Auteursnamen: 071231692
- Réseau des bibliothèques de Suisse occidentale: 02-A016839867
- Système universitaire de documentation: 109913876
- Virtual International Authority File: 315709511